# E.T. (bài hát)
"E.T." (tạm dịch: "Người ngoài hành tinh") là một bài hát của nghệ sĩ thu âm người Mỹ Katy Perry nằm trong album phòng thu thứ ba của cô, Teenage Dream (2010). Nó được phát hành lần đầu tiên vào ngày 17 tháng 8 năm 2010 như là một đĩa đơn quảng bá, trước khi một phiên bản phối lại với sự tham gia hợp tác từ rapper người Mỹ Kanye West được chọn làm đĩa đơn thứ tư trích từ album vào ngày 16 tháng 2 năm 2011 bởi Capitol Records. Phiên bản phối lại của "E.T." sau đó còn xuất hiện ấn phẩm tái phát hành của Teenage Dream, Teenage Dream: The Complete Confection (2012). Bài hát được đồng viết lời bởi hai nghệ sĩ với những nhà sản xuất nó Dr. Luke, Max Martin và Ammo, đồng thời cũng là những cộng tác viên quen thuộc xuyên suốt sự nghiệp của Perry. Ban đầu được dự định sẽ do Three 6 Mafia thể hiện, "E.T." là một bản electronic và hip hop chịu nhiều ảnh hưởng từ dubstep và techno mang nội dung đề cập đến việc một cô gái yêu say đắm một chàng trai mà cô gặp gỡ lần đầu, cũng như so sánh tình yêu của bản thân như của hai con người đến từ hai hành tinh khác nhau.
Sau khi phát hành, "E.T." nhận được những phản ứng đa phần là tích cực từ các nhà phê bình âm nhạc, trong đó họ đánh giá cao chất giọng của hai nghệ sĩ và quá trình sản xuất nó, đồng thời so sánh với một số tác phẩm của Queen, Evanescence và Rihanna. Ngoài ra, bài hát còn gặt hái nhiều giải thưởng và đề cử tại những lễ trao giải lớn, bao gồm ba đề cử tại giải thưởng âm nhạc Billboard năm 2012 cho Top Bài hát Hot 100, Top Bài hát Nhạc số và Top Bài hát Pop. "E.T." cũng tiếp nhận những thành công vượt trội về mặt thương mại, đứng đầu các bảng xếp hạng ở Canada, New Zealand và Ba Lan, đồng thời lọt vào top 10 ở nhiều quốc gia khác, bao gồm vươn đến top 5 ở những thị trường lớn như Úc, Ireland và Vương quốc Anh. Tại Hoa Kỳ, nó đạt vị trí số một trên bảng xếp hạng Billboard Hot 100 trong năm tuần không liên tiếp, trở thành đĩa đơn quán quân thứ năm của Perry và thứ tư liên tiếp từ Teenage Dream, cũng như thứ tư của West tại đây. Tính đến nay, nó đã bán được hơn 10 triệu bản trên toàn cầu, trở thành một trong những đĩa đơn bán chạy nhất mọi thời đại.
Video ca nhạc cho "E.T." được đạo diễn bởi Floria Sigismondi, trong đó Perry hóa thân thành một người ngoài hành tinh đang tiến hóa trôi dạt ngoài vũ trụ trước khi đáp xuống Trái Đất đã bị bỏ hoang và phủ đầy rác, trước khi cô hôn một người máy trong hình dạng một người không gian và khiến anh tiến hóa thành một con người. Nó đã gặt hái năm đề cử tại giải Video âm nhạc của MTV năm 2011 cho Hợp tác xuất sắc nhất, Kĩ xảo xuất sắc nhất, Chỉ đạo nghệ thuật xuất sắc nhất, Đạo diễn xuất sắc nhất và Biên tập xuất sắc nhất, và chiến thắng hai giải sau. Để quảng bá bài hát, nữ ca sĩ đã trình diễn nó trên nhiều chương trình truyền hình và lễ trao giải lớn, bao gồm American Idol, Rock in Rio năm 2011 và giải Grammy lần thứ 54, cũng như trong nhiều chuyến lưu diễn của cô. Kể từ khi phát hành, "E.T." đã được hát lại và sử dụng làm nhạc mẫu bởi nhiều nghệ sĩ, như Little Mix, Cher Lloyd, Conor Maynard, Christina Grimmie, Yellowcard, Tiffany Alvord, Jack Conte và Tyler Ward, cũng như xuất hiện trong nhiều tác phẩm điện ảnh và truyền hình, bao gồm 90210, Made in Chelsea và Teen Spirit.

## Danh sách bài hát
| - Tải kĩ thuật số 1. "E.T." (hợp tác với Kanye West) – 3:51 2. "E.T." (bản album) – 3:26 - Tải kĩ thuật số – EP phối lại 1. "E.T." (Tiësto phối lại – club chỉnh sửa) – 7:10 2. "E.T." (Benny Benassi radio chỉnh sửa) – 3:20 3. "E.T." (Dave Audé phối lại – radio chỉnh sửa) – 3:38 4. "E.T." (Noisia phối lại) – 3:53 5. "E.T." (Johnson Somerset & John Monkman phối lại) – 9:49 | - Đĩa CD tại Đức 1. "E.T." (hợp tác với Kanye West) – 3:49 2. "E.T." (Tiësto radio chỉnh sửa) – 4:03 - Tải kĩ thuật số – EP phối lại tại Đức 1. "E.T." (hợp tác với Kanye West) – 3:51 2. "E.T." (Tiësto phối lại – club) – 7:10 3. "E.T." (Benny Benassi radio chỉnh sửa) – 3:20 4. "E.T." (Dave Audé phối lại – radio chỉnh sửa) – 3:38 5. "E.T." (Noisia phối lại) – 3:53 6. "E.T." (Johnson Somerset & John Monkman phối lại) – 9:49 |

## Thành phần thực hiện
Thành phần thực hiện được trích từ ghi chú của Teenage Dream, Capitol Records.
- Katy Perry – hát chính, viết lời
- Kanye West – giọng rap, viết lời
- Dr. Luke – sáng tác, trống, đàn phím, lập trình, sản xuất
- Max Martin – sáng tác, trống, đàn phím, lập trình, sản xuất
- Ammo – sáng tác, trống, đàn phím, lập trình, sản xuất
- Megan Dennis – phối hợp sản xuất
- Serban Ghenea – phối khí
- Jon Hanes – kỹ sư phối khí
- Sam Holland – kỹ sư
- Irene Richter – phối hợp sản xuất
- Vanessa Silberman – phối hợp sản xuất
- Emily Wright – kĩ thuật

## Xếp hạng
| Bảng xếp hạng (2010-11)                           | Vị trí cao nhất |
| ------------------------------------------------- | --------------- |
| Úc (ARIA)                                         | 5               |
| Áo (Ö3 Austria Top 40)                            | 7               |
| Bỉ (Ultratop 50 Flanders)                         | 24              |
| Bỉ (Ultratop 50 Wallonia)                         | 14              |
| Brazil (Billboard Brasil Hot 100) Bản hát đơn     | 24              |
| Brazil Hot Pop Songs Bản hát đơn                  | 5               |
| Canada (Canadian Hot 100)                         | 1               |
| Cộng hòa Séc (Rádio Top 100) Bản hát đơn          | 18              |
| Đan Mạch (Tracklisten)                            | 12              |
| Châu Âu Digital Song Sales (Billboard)            | 4               |
| Phần Lan (Suomen virallinen lista)                | 15              |
| Pháp (SNEP)                                       | 10              |
| Đức (Official German Charts)                      | 9               |
| Hungary (Rádiós Top 40)                           | 10              |
| Ireland (IRMA)                                    | 5               |
| Israel (Media Forest)                             | 5               |
| Ý (FIMI)                                          | 9               |
| Luxembourg Digital Song Sales (Billboard)         | 6               |
| Hà Lan (Dutch Top 40) Bản hát đơn                 | 27              |
| New Zealand (Recorded Music NZ) Bản hát đơn       | 1               |
| Na Uy (VG-lista)                                  | 13              |
| Ba Lan (Polish Airplay Top 100) Bản hát đơn       | 1               |
| Romania (Romanian Top 100)                        | 15              |
| Scotland (OCC)                                    | 3               |
| Slovakia (Rádio Top 100) Bản hát đơn              | 4               |
| Thụy Điển (Sverigetopplistan) Bản hát đơn         | 12              |
| Thụy Sĩ (Schweizer Hitparade) Bản hát đơn         | 14              |
| Anh Quốc (OCC)                                    | 3               |
| Hoa Kỳ Billboard Hot 100                          | 1               |
| Hoa Kỳ Adult Contemporary (Billboard) Bản hát đơn | 18              |
| Hoa Kỳ Adult Pop Airplay (Billboard) Bản hát đơn  | 2               |
| Hoa Kỳ Dance Club Songs (Billboard) Bản hát đơn   | 1               |
| Hoa Kỳ Hot R&B/Hip-Hop Songs (Billboard)          | 83              |
| Hoa Kỳ Pop Airplay (Billboard)                    | 1               |
| Hoa Kỳ Rhythmic (Billboard)                       | 1               |

| Bảng xếp hạng (2011)                     | Vị trí |
| ---------------------------------------- | ------ |
| Australia (ARIA)                         | 15     |
| Austria (Ö3 Austria Top 40)              | 47     |
| Belgium (Ultratop 50 Flanders)           | 96     |
| Belgium (Ultratop 40 Wallonia)           | 58     |
| Canada (Canadian Hot 100)                | 10     |
| France (SNEP)                            | 55     |
| Germany (Official German Charts)         | 57     |
| Hungary (Rádiós Top 40)                  | 72     |
| Israel (Media Forest)                    | 48     |
| Italy (FIMI)                             | 46     |
| Netherlands (Dutch Top 40)               | 174    |
| New Zealand (Recorded Music NZ)          | 13     |
| Romania (Romanian Top 100)               | 79     |
| South Korea (Gaon International Singles) | 86     |
| Sweden (Sverigetopplistan)               | 82     |
| UK Singles (Official Charts Company)     | 35     |
| US Billboard Hot 100                     | 4      |
| US Adult Top 40 (Billboard)              | 21     |
| US Hot Dance Club Songs (Billboard)      | 1      |
| US Pop Songs (Billboard)                 | 3      |
| US Rhythmic (Billboard)                  | 8      |

| Bảng xếp hạng                | Vị trí |
| ---------------------------- | ------ |
| US Billboard Hot 100         | 166    |
| US Billboard Hot 100 (Women) | 52     |

## Chứng nhận
}

}
| Quốc gia | Chứng nhận  | Số đơn vị/doanh số chứng nhận |
| --- | ----------- | ----------------------------- |
| Úc (ARIA) | 3× Bạch kim | 210.000^                      |
| Áo (IFPI Áo) | Vàng        | 15.000*                       |
| Canada (Music Canada) | 4× Bạch kim | 40.000^                       |
| Đan Mạch (IFPI Đan Mạch) | Vàng        | 15.000^                       |
| Pháp (SNEP) | —           | 65,000                        |
| Đức (BVMI) | Vàng        | 250.000^                      |
| Ý (FIMI) | Bạch kim    | 30.000*                       |
| México (AMPROFON) | Vàng        | 30.000*                       |
| New Zealand (RMNZ) | Bạch kim    | 15.000*                       |
| Hàn Quốc (Gaon Chart) | —           | 162,540                       |
| Anh Quốc (BPI) | Bạch kim    | 600.000‡                      |
| Hoa Kỳ (RIAA) | 8× Bạch kim | 8.000.000‡                    |
| * Chứng nhận dựa theo doanh số tiêu thụ. ^ Chứng nhận dựa theo doanh số nhập hàng. ‡ Chứng nhận dựa theo doanh số tiêu thụ và phát trực tuyến. |             |                               |

## Lịch sử phát hành
| Khu vực            | Ngày                      | Định dạng                            | Hãng đĩa        |
| ------------------ | ------------------------- | ------------------------------------ | --------------- |
| Hoa Kỳ             | 17 tháng 4 năm 2010       | Đĩa đơn quảng bá – Tải kĩ thuật số   | Capitol Records |
| Vương quốc Anh     | 16 tháng 2 năm 2011       | Đĩa đơn – Tải kĩ thuật số            | Capitol Records |
| Hoa Kỳ             | 16 tháng 2 năm 2011       | Đĩa đơn – Tải kĩ thuật số            | Capitol Records |
| 1 tháng 3 năm 2011 | Mainstream/Rhythmic radio |                                      | Capitol Records |
| Úc                 | 4 tháng 3 năm 2011        | EP phối lại – Tải kĩ thuật số        | Capitol Records |
| Bỉ                 | 4 tháng 3 năm 2011        | EP phối lại – Tải kĩ thuật số        | Capitol Records |
| New Zealand        | 4 tháng 3 năm 2011        | EP phối lại – Tải kĩ thuật số        | Capitol Records |
| Hoa Kỳ             | 8 tháng 3 năm 2011        | EP phối lại – Tải kĩ thuật số        | Capitol Records |
| Vương quốc Anh     | 14 tháng 3 năm 2011       | EP phối lại – Tải kĩ thuật số        | Capitol Records |
| Đức                | 18 tháng 3 năm 2011       | CD                                   | Capitol Records |
| Đức                | 18 tháng 3 năm 2011       | EP phối lại – Tải kĩ thuật số        | Capitol Records |
| Vương quốc Anh     | 3 tháng 4 năm 2011        | CD                                   | Capitol Records |
| Hoa Kỳ             | 12 tháng 4 năm 2011       | Urban, Urban AC, AC, và Hot AC radio | Capitol Records |